# Троицкий, Иван Александрович
Иван Александрович Троицкий (1881 — 1939) —  российский и советский военный деятель, полковник (1917).

## Биография
Родился в русской семье служащих. На 1 января 1909 года — в 122-м пехотном Тамбовском полку. Окончил Императорскую Николаевскую военную академию по 2-му разряду в 1912. 
Во время 1-й мировой войны — исполняющий должность помощника старшего адъютанта Управления обер-квартирмейстера штаба 1-го Кавказского кавалерийского корпуса. Окончил старший класс 1-й очереди ускоренных курсов Николаевской военной академии в 1917. 
В РККА с 1918, беспартийный. Участник Гражданской войны. Заведующий 1-ми Рязанскими советскими пехотными курсами, помощник начальника Управления военно-учебных заведений Украины, начальника штаба 3-й курсантской бригады, начальник оперативного отдела 6-го боевого участка группы войск Тамбовской губернии (с августа 1918 по сентябрь 1921). На преподавательской работе в Военной академии РККА, главный руководитель по кафедре военной географии и статистики с сентября 1921 по апрель 1923 и с июля 1924 по август 1930. В перерыве в распоряжении РУ штаба РККА, военный атташе при полномочном представительстве СССР в Турции с апреля 1923 по июль 1924.
14 августа 1930 был арестован органами ОГПУ по делу «Весна», как и многие другие бывшие офицеры старой армии, но тогда не был отдан под суд и через несколько месяцев освобождён. Находясь в заключении дал показания (вместе с Н. Е. Какуриным) что группа крупных военачальников во главе с Тухачевским готовит захват власти и убийство И. В. Сталина. После освобождения преподаватель географии в Московской школе начальственного состава милиции. Вновь арестован 4 сентября 1938. Осуждён военным трибуналом МВО и приговорён к ВМН 11 мая 1939, приговор приведён в исполнение 31 июля 1939. Реабилитирован посмертно 4 июня 1964.

### Звания
- штабс-капитан;
- подполковник;
- полковник (1917).

### Награды
- орден Святого Станислава 3-й степени (19 мая 1912; за отличные успехи в науках).